# Bengi (joueur)
Bae Sung-woong (coréen : 배성웅 ; né le 21 novembre 1993), mieux connu sous son nom de jeu Bengi (coréen : 벵기), est un joueur professionnel sud-coréen à la retraite de League of Legends, qui a joué en tant que Jungler pour SK Telecom T1 entre autres. Avec son coéquipier Lee "Faker" Sang-hyeok, Bengi est l'un des deux seuls joueurs à remporter trois titres de championnats du monde de League of Legends en 2013, 2015 et 2016. Il a également remporté le Mid-Season Invitational 2016 avec SK Telecom T1. 
Le 27 novembre 2017, il est revenu en tant qu'entraîneur pour son équipe SK Telecom T1. Il s'est séparé de SK Telecom T1 en novembre 2018. 
Bengi s'est enrôlé dans l'armée le 28 janvier 2019. 
Au cours de sa carrière professionnelle, Bengi a gagné un total de 810 683 $ en 21 tournois. Il a disputé au total 319 matchs dans sa carrière, avec 231 victoires et 88 défaites, soit un taux de victoires de 72,4%.